# Pedro Uralde
Pedro Uralde Hernáez (Vitoria, 2 marzo 1958) è un ex calciatore spagnolo, di ruolo attaccante.

## Carriera

### Club
Cresce calcisticamente con la Real Sociedad, società con cui esordisce con la squadra riserve nella stagione 1976-1977. Tre anni più tardi viene "promosso" alla prima squadra, con la quale debutta nella Liga nella stagione 1979-1980, precisamente il 3 febbraio 1980 in Real Sociedad-Athletic Bilbao (4-0), diventandone presto un elemento fisso nell'undici titolare. Con la squadra di San Sebastian colleziona 179 presenze, mette a segno 62 reti, si aggiudica la Supercoppa di Spagna e per due volte lo scudetto spagnolo (1980-81 e 1981-82).
Dopo sette stagioni viene acquistato dall'Atletico Madrid, dove resta un solo anno, dato che nel 1987-1988 si trasferisce all'Athletic Bilbao, dove in tre stagioni sfiora le 100 presenze. Dall'estate 1990 passa al Deportivo La Coruña, con cui guadagna una promozione nella Liga e vi conclude la carriera al termine del campionato 1991-1992.

### Nazionale
La Nazionale spagnola lo vide in campo 3 volte, il cui esordio risale al 28 aprile 1982, durante Spagna-Svizzera (2-0). Partecipò al Mondiale spagnolo del 1982.
Conta anche 2 presenze e 2 gol con la Selezione di calcio dei Paesi Baschi.

## Palmarès

### Club
- Campionato spagnolo: 2

Real Sociedad: 1980-1981, 1981-1982
- Supercoppa di Spagna: 1

Real Sociedad: 1982